# حفلة شاي

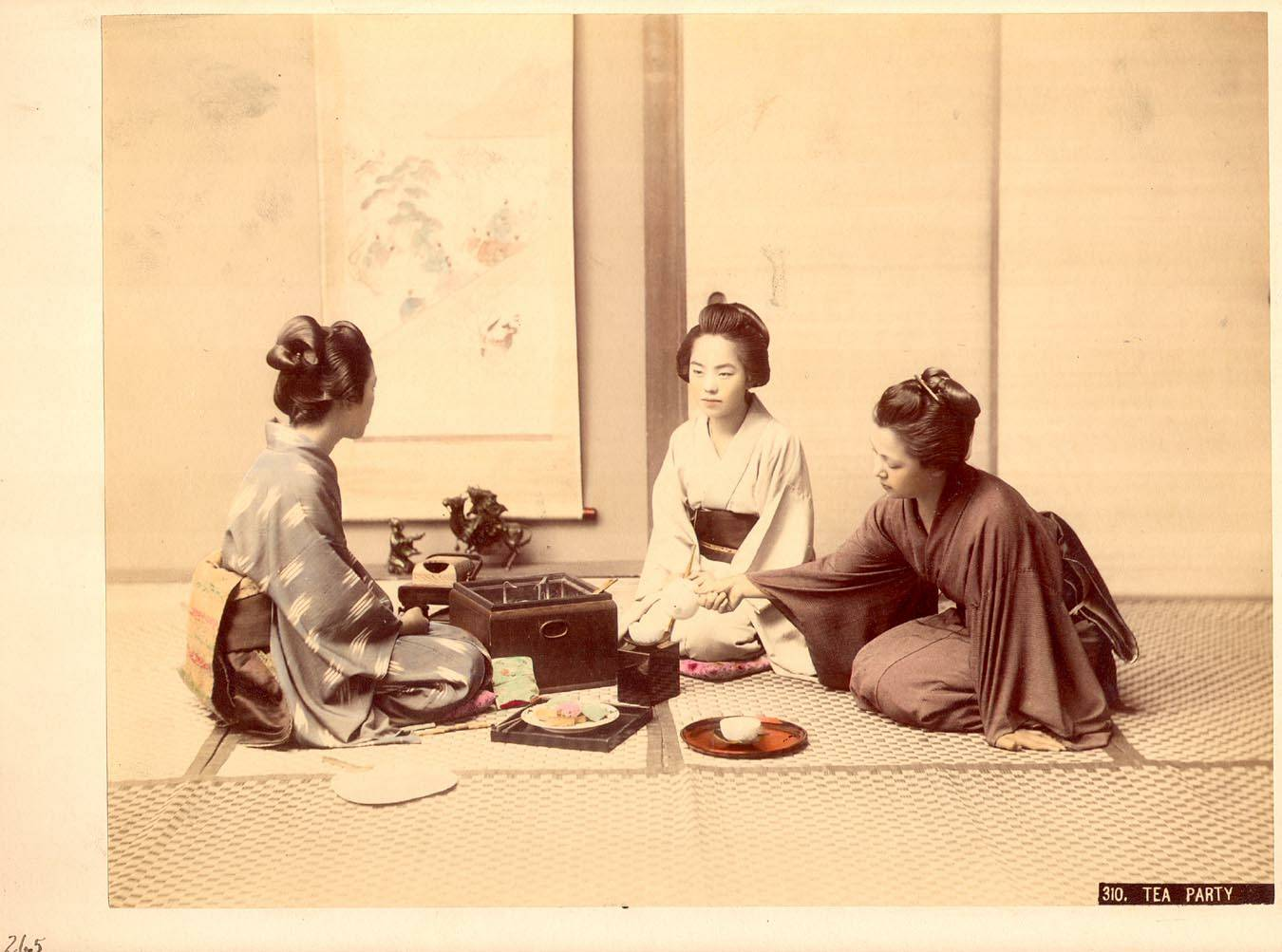
حفل شاي مصغر في اليابان

حفلة شاي أو حفل شاي هي حفلة يكون تقديم قدح الشاي مع الحلوى على قائمة المشروبات.

## من ثقافة الشاي إلى حفلة شاي

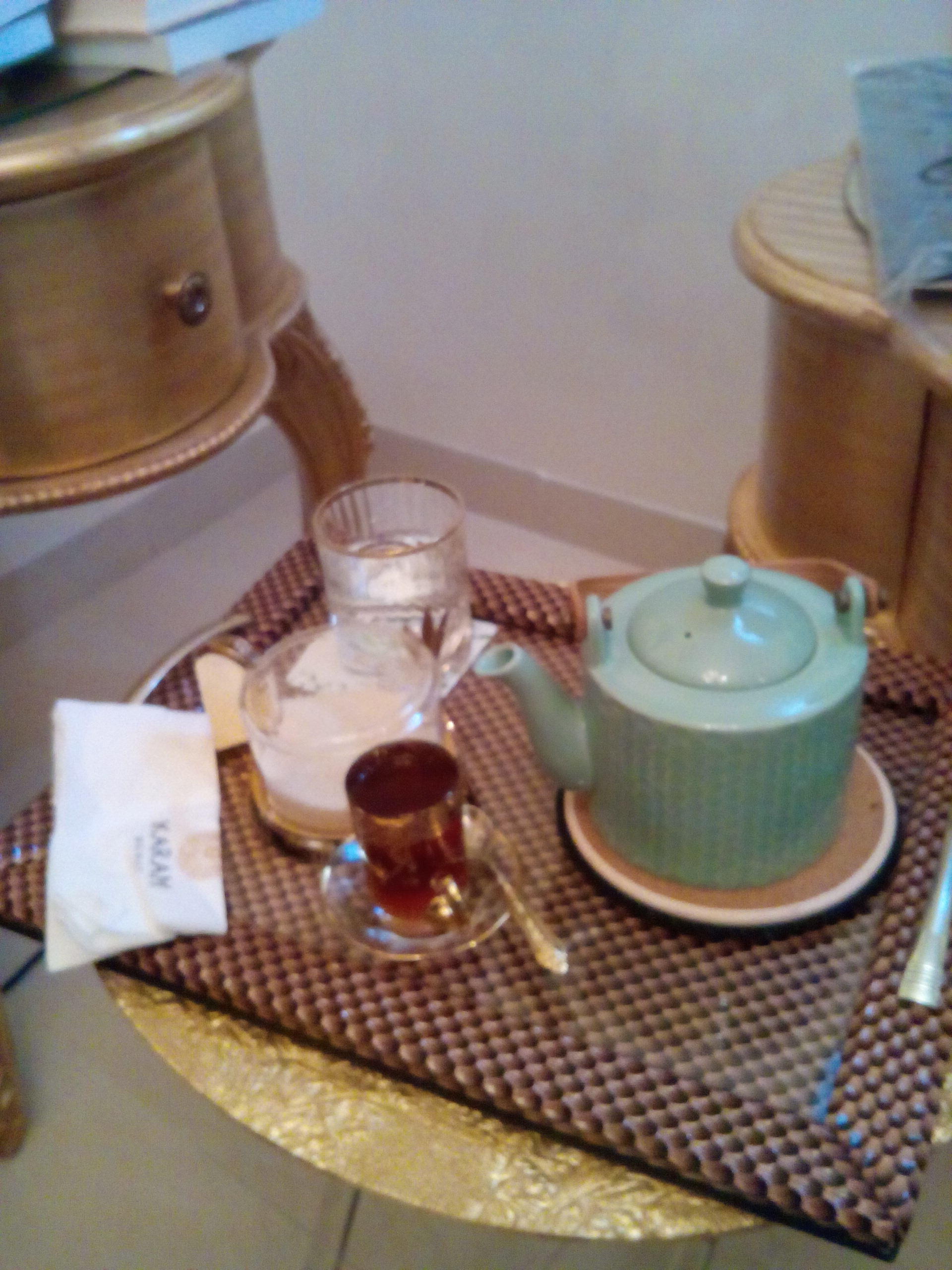
مائدة عليها قدح شاي

بمرور السنين أصبح الشاي أو تناول الشاي تقليدا في معظم بلدان العالم الشرقية والغربية منها.
ثقافة الشاي (بالإنجليزية: Tea culture) هي الطريقة التي يتم فيها صناعته وإستهلاكه، وبالطريقة التي يتفاعل فيها الناس مع الشاي وأيضًَا بالجماليات المحيطة لشرب الشاي. ويشمل جوانب إنتاج الشاي، تخمير الشاي، حفل وفنون الشاي، المجتمع، التاريخ، الصحة، الأخلاق، التعليم وقضايا الإعلام والاتصال.
يستهلك الشاي كثيرًا وعادة في المناسبات الاجتماعية، وأنشأت العديد من البلدان احتفالات رسمية يتم عقدها لهذهِ الأحداث، ومن هذهِ الأمثلة إقامة حفل لتقديم الشاي أو شرب الشاي في وقت الظهيرة.
احتفالات الشاي، متجذرة في ثقافة الشاي الصينية والبريطانية في العصر الحديث، وتختلف بين الدول الشرقية والغربية منها في أجوائها وإسلوبها الخاص بها، مثل حفل الشاي الياباني أو الكوري أو المغربي أو البريطاني، وقد تختلف في التحضير كذلك كما هو الحال في بلاد التبت، حيث يخمر الشاي عادة مع الملح والزبدة.

## مميزات
- حفلة الشاي تكون غالبا أقل تكلفة وأكثر حميمية.
- تقام بمناسبة خاصة، في شأن خاص أو تخص أحد أفراد العائلة أو الأصدقاء المقربين.
- لمناقشة قضايا مهمة.
- للتوصل مع أصدقاء قدامى.
- لشرف لقاء صديق أو عودة أحد أفراد العائلة.
- الجو السائد يكون أكثر تركيزًا للمناقشة من الحفلات الأخرى.
- التركيز على تقديم الحلويات والفطائر، ويمكن تقديم القهوة كذلك وبعض أنواع العصير.[1]

## ذوق-إتيكيت حفلة الشاي
- لهذه الحفلات أصول وقواعد في إعدادها من حيث الغرض والوقت والأطعمة المصاحبة للشاى.
التوقيت: تكون الحفلة دائما بعد العصر.

## معرض صور متعلقة

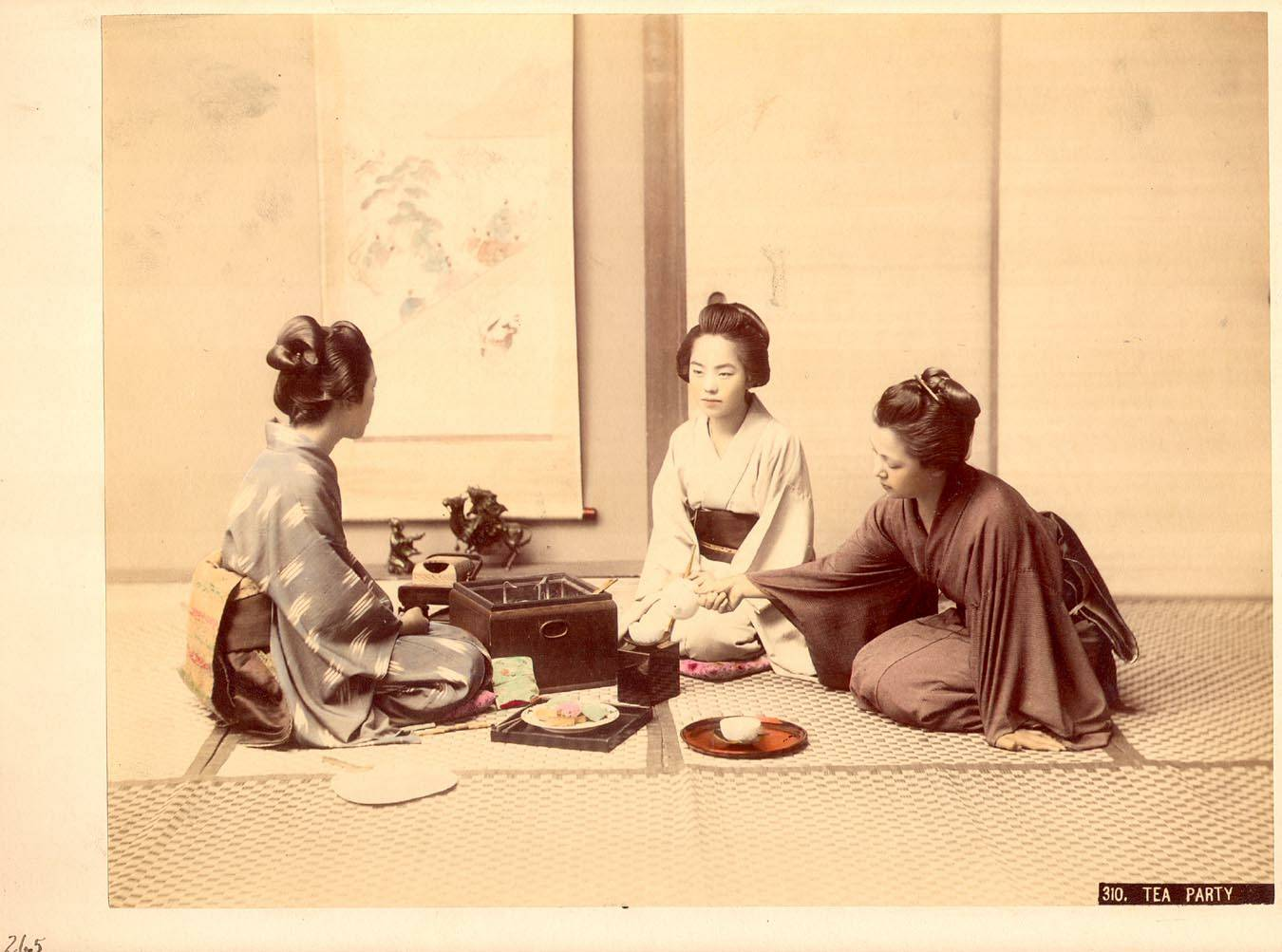
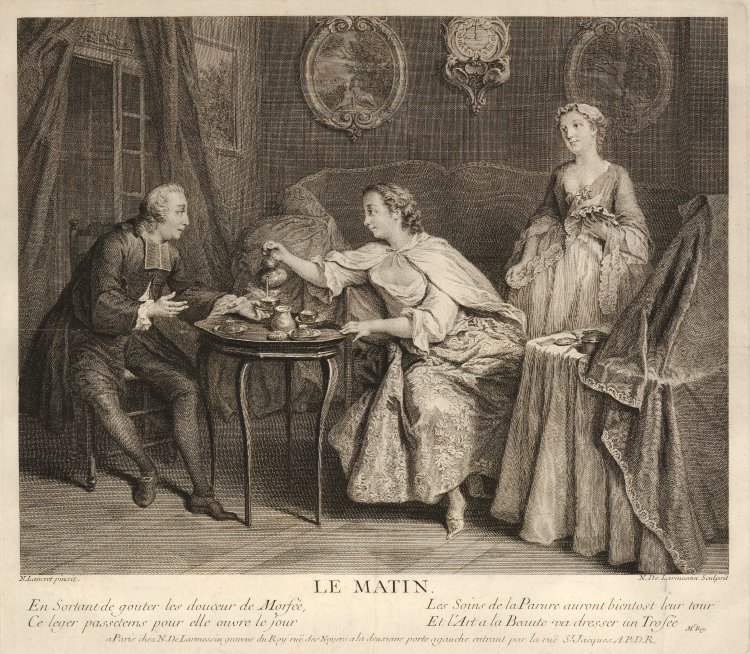
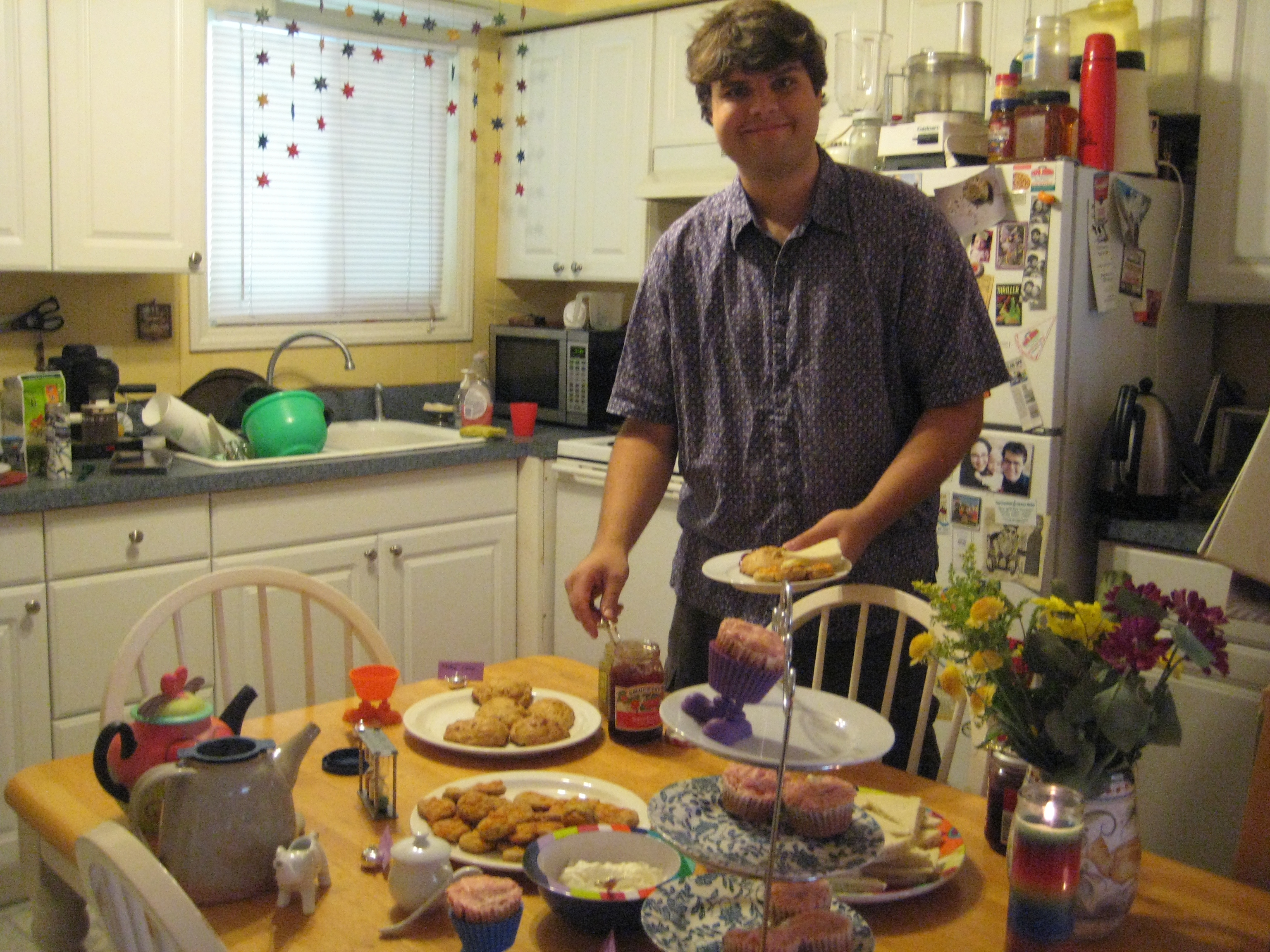
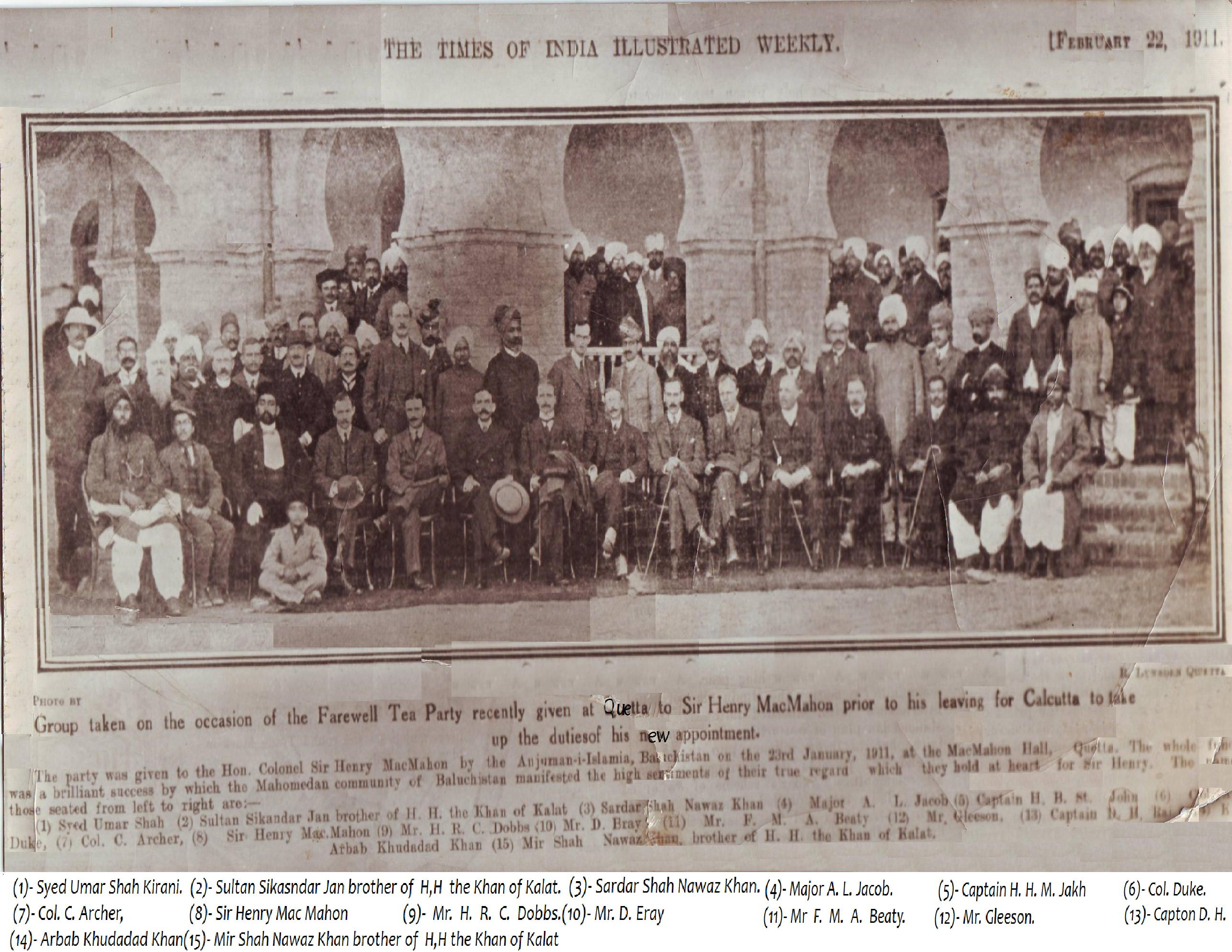
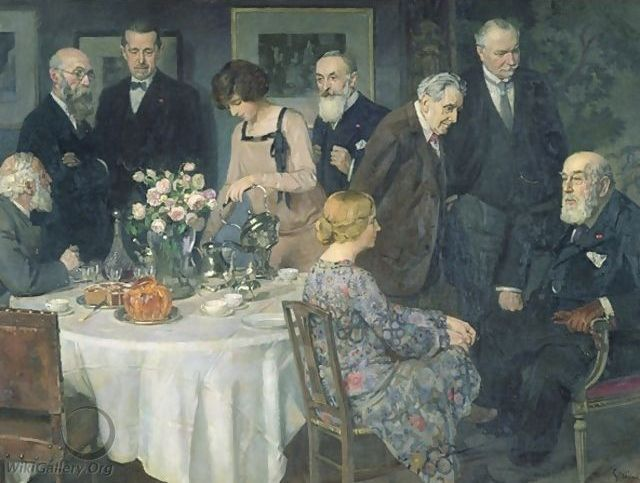
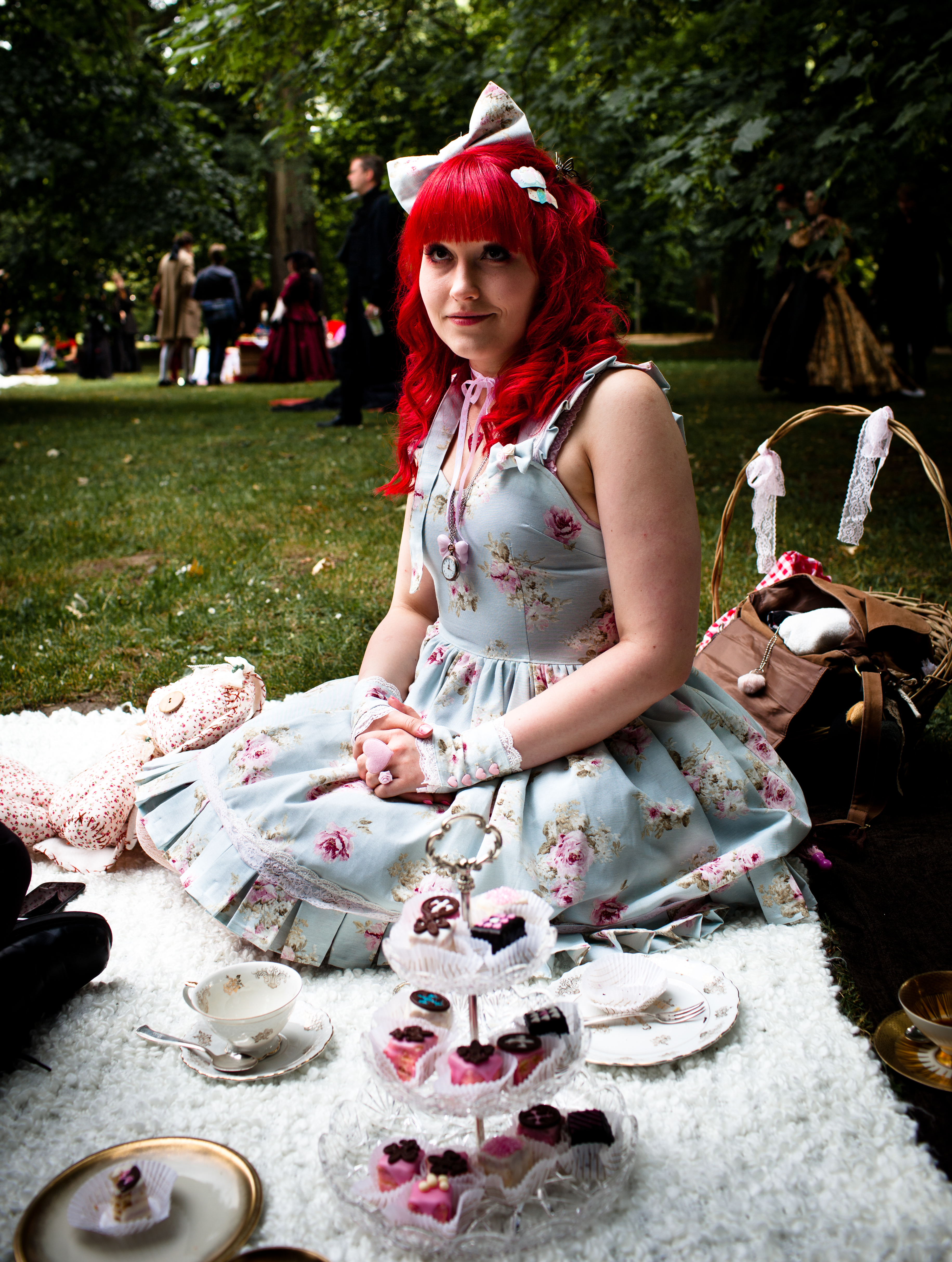
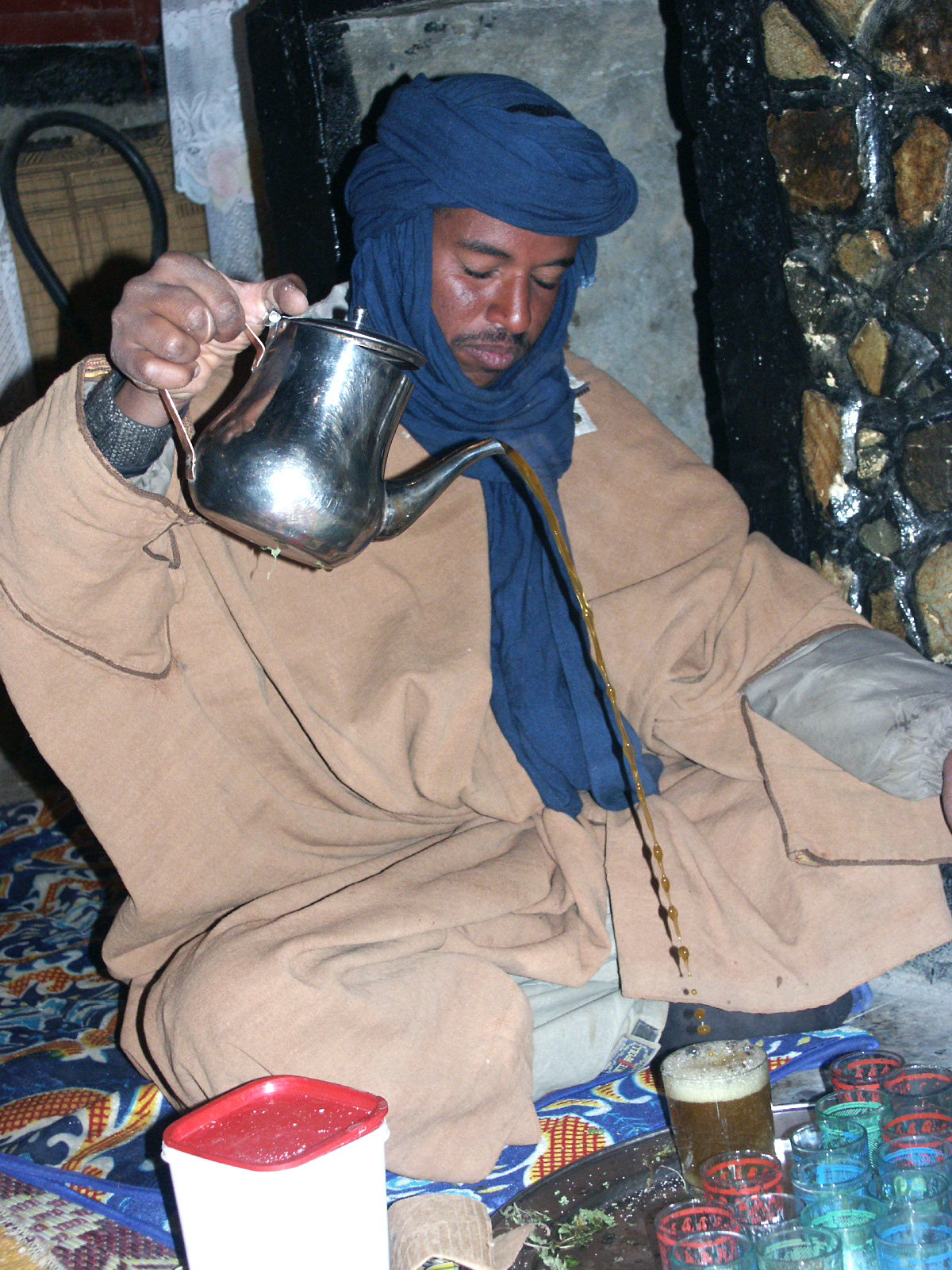
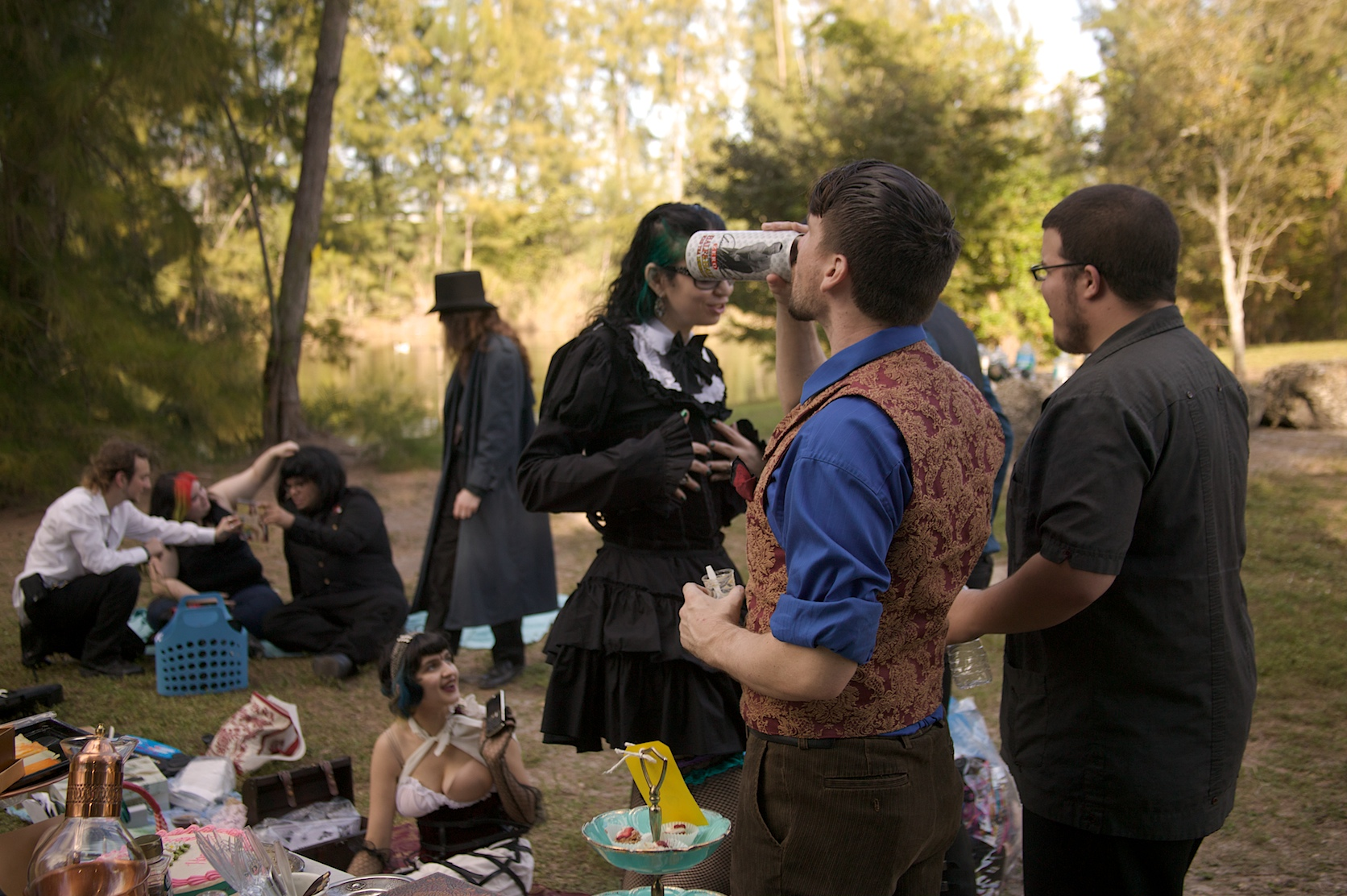
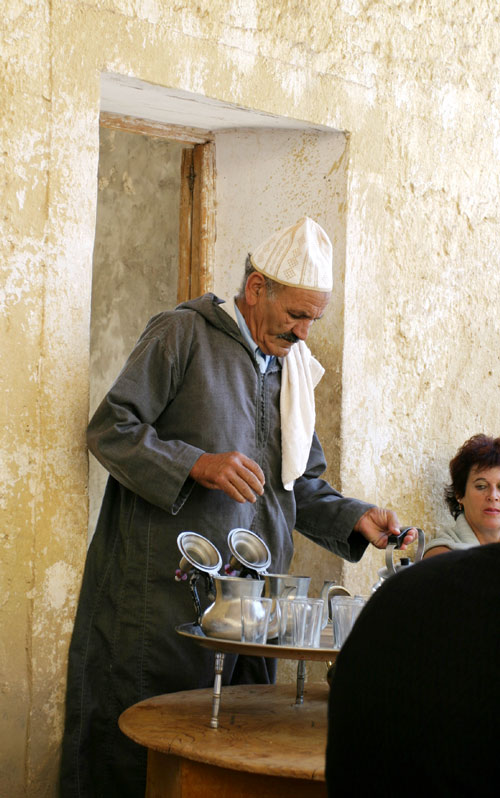
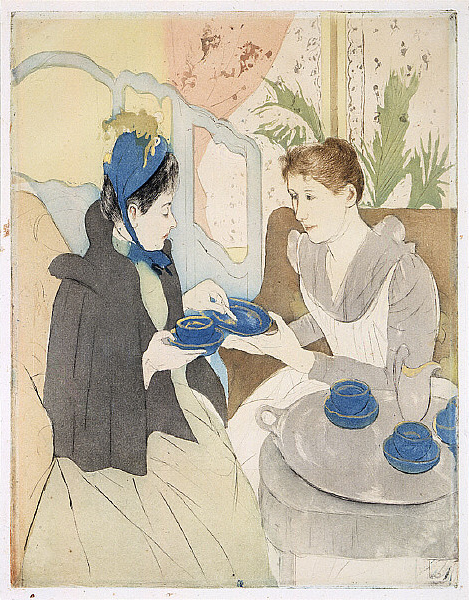